# كينغستون (جورجيا)
كينغستون (بالإنجليزية: Kingston, Georgia)‏ هي مدينة تقع في مقاطعة بارتو، جورجيا بولاية جورجيا في الولايات المتحدة. تبلغ مساحة هذه المدينة 3.3 (كم²)، وترتفع عن سطح البحر 214 م، بلغ عدد سكانها 637 نسمة في عام 2010 حسب إحصاء مكتب تعداد الولايات المتحدة.

## وصلات خارجية
- www.cityofkingstonga.org
- Cities & Counties - Georgia.gov